# Illas Atlánticas de Galicia Nationalpark
Illas Atlánticas de Galicia Nationalpark (Galicisk:Parque Nacional das Illas Atlánticas de Galicia, spansk: Parque Nacional de las Islas Atlánticas de Galicia) er den eneste nationalpark i den spanske autonome region Galicien. Den består af arkipelaget Cíes, Ons, Sálvora og Cortegada. Parken dækker et landareal på 1.200 hektar og et havareal på 7.200 ha. Det er den tiende mest besøgte nationalpark i Spanien, og var den trettende nationalpark der blev etableret i landet.

## Flora and fauna
Dette hav-land økosystem rummer skovtypen Laurisilva og over 200 arter af alger samt skaldyr, koraller og søanemoner. Inden for dyrelivet, kan man se måger, alke, lomvier og delfiner.

## Eksterne kilder og henvisninger
- Wikimedia Commons har flere filer relateret til Illas Atlánticas de Galicia Nationalpark
- websted (Webside ikke længere tilgængelig) (spansk)

42°22′50″N 8°56′00″V / 42.3806°N 8.9333°V